# Annitella kosciuszkii
Annitella kosciuszkii är en nattsländeart som beskrevs av Klapalek 1907. Annitella kosciuszkii ingår i släktet Annitella och familjen husmasknattsländor. Inga underarter finns listade i Catalogue of Life.